# 제34회 모스크바 국제 영화제
제34회 모스크바 국제 영화제는 2012년 6월 21일에 열린 시상식이다.

## 수상 및 후보

### 대상
- 정크하트 - 팅 크리쉬넌 수상

### 심사위원특별상
- 엑스퍼레이션 데이트 - 케냐 마케즈 수상

### 여우주연상
- 호드 - ROZA HAIRULLINA 수상

### 남우주연상
- 정크하트 - 에디 마산 수상

### 감독상
- 호드 - 안드레이 프로시킨 수상

### 새로운 시선상
- 웩커스 - D.R. 후드 수상

### 월드시네마 공로상
- 팀 버튼 수상

### 스타니슬라프스키 공로상
- 까뜨린느 드뇌브 수상

### 공식 단편영화
- 더 센트리퓨지 브레인 프로젝트 - 틸 노박 수상
- 애쉬 - 타이 젠킨스 무스코
- 어웨이 - 안나 사루카노바
- 브라더 - 사샤 폴락
- 여우들 - 로칸 피네건
- 맨 인 피어 - 윌 지웰
- 시로코 - 히샴 비즈리
- 택시 카라오케 - 피트 스미스수스
- 변신 - 윤기남

### 새로운 시선 경쟁
- 더 포스 디멘션 - 알렉세이 페도르첸코 외 2명
- 170 헤르츠 - 유스트 반 긴켈
- 비밥 - 씨스 글로저
- 닥터. 케텔 - 리누스 드 파올리
- 이프 온리 에브리원 - 나탈야 벨야스킨
- 웩커스 - D.R. 후드
- 호리즌 - 누오밍 후아리
- 웨어 이즈 마이 마더 텅? - 벨리 카라만
- 아마로 아모레 - 프렌체스코 페페
- 아나-바나 - 에두아르 오가네스얀
- 시티 오브 칠드런 - 기오르고스 기카페파스
- 에브리바디스 곤 - 조지 파라쟈노프
- 이프 온리 에브리원 - 나탈랴 벨랴우스케네

### 다큐멘터리 부문
- 5 브로큰 카메라 - 애머드 버넷 외 1명
- 아프리카, 블러드 & 뷰티 - 세르게이 야스트르즈겐브스크와이
- 아르헨티니언 레슨 - 보이체흐 스타론
- 데크레센도 - 마르타 미노로비치
- 조지 해리슨 - 마틴 스코세이지
- 기브 업 투모로우 - 마이클 콜린스
- 히틀러스 칠드런 - 차노크 지비
- 인투 더 어비스 - 베르너 헤어조크
- 옅은 대기 - 모함마드레자 파르자드
- 라이프 인 스틸스 - 타마 탈
- 로스트 랜드 - 피에르-이브 반데위드
- 핵 국가 - 후나하시 아츠시
- 달팽이의 별 - 이승준
- 세이빙 페이스 - 다니엘 준지
- 타블로이드 - 에롤 모리스
- 디 인비저블 워 - 커비 딕
- 디스 스페이스 어베일러블 - 그웬나엘 고베
- ¡비바스 라스 안티포다스! - 빅토르 코사코프스키

### 세계 영화
- 아부, 선 오브 아담 - 살림 아메드
- 애프터 더 배틀 - 유스리 나스랄라
- 바바라 - 크리스티안 펫졸드
- Butterfly - Vyacheslav Semyenov
- 캄 엣 씨 - 폴커 슐렌도르프
- 게릴라 - 나시루딘 유소프
- 한니발 비포어 더 게이츠 - 엘리사벳 크로노폴로
- 두더지 - 소노 시온
- 멀리서 보면 아름답다 - 빌헬름 세스널
- 리 앤드 더 포이트 - 안드리아 세그레
- 노 라이어, 노 크라이 - 추안하이 쑤
- 38인의 목격자 - 루카스 벨보
- 송 오브 더 클라우즈: 더 라스트 콜로니 - 알바로 로고리아
- 로클랜드 - 마테인 쏜슨
- 더 레이디 - 뤽 베송
- 유 캔트 터치 더 데드, 키드 - 조시 루이스 가르시아 산체즈

### 다큐멘터리 경쟁
- 서칭 포 슈가맨 - 말릭 벤젤룰 수상
- 컬러 오브 매스 - 예카테리나 에르멘코
- 디 앰바서더 - 매즈 브루거
- 더 월드 비포어 허 - 니샤 파후자
- 씨어터 스바보다 - 야쿱 헤이나
- 투모로우 - 안드레이 그랴제프
- TT3D: 클로저 투 디 에지 - 리차드 데 아라구에스

### 갈라 상영
- 링컨 : 뱀파이어 헌터 - 티무르 베크맘베토브
- 바이코누르 - 바이트 헬머
- 아이, 안나 - 바너비 사우스캠
- 아이언 스카이 - 티모 부오렌솔라
- 러브 위드 언 액센트 - 레조 지지네이슈빌리
- The Admirer - Vitali Melnikov

### 단편영화
- 커퓨 - 숀 크리스틴슨
- Jealousy - Alan Badoev
- 나니 - 저스틴 팁핑
- 살롱 르와이얄 - 샤브리나 캠포스
- 스트레인지페이스 - 리네 빈센트 맥카시
- 마지막 버스 - 마틴 스노펙 외 1명
- The white mosquito - Marco Gadge

### 특별상영
- 더 블랙 캣 프롬 더 그루브 - 신도 카네토 외 1명
- 율리시즈의 시선 - 테오도로스 앙겔로플로스

### 러시아의 발자취
- 올모스트 이노센트 - 파픽 로자노
- 프로즌 사일런스 - 제라르도 헤르레로
- Love Actually - Danny Cheng
- 스튜던트 - 다레잔 오미르바예프
- 백치 - 라이너 사르넷
- 라스트 무비 - 브루스 피트먼
- 철피아노 - 장 멍
- 러시안 윈터 - 피터 링봄

### 8 ½ 필름스
- 홀리 모터스 - 레오 까락스
- 키홀 - 가이 매딘
- 마리나 아브라모빅: 디 아티스트 이즈 프레젠트 - 매튜 애커스
- 문라이즈 킹덤 - 웨스 앤더슨
- 파라다이스: 러브 - 울리히 사히들
- 엔젤스 쉐어 - 켄 로치
- 스노우타운 - 저스틴 커젤
- 더 위 앤드 더 아이 - 미셸 공드리

### 성,음식,문화,영광 부문
- Q - 섹스힐링 - 로렌트 부닉
- 러스트 - 다니엘레 가그리아노네
- 섹스 오브 더 엔젤스 - 사비에르 빌라버드
- 섹슈얼 클로니클즈 오브 어 프 - 파스칼 아놀드 외 1명
- 스텝 업 투 더 플레이트 - 폴 라코스테

### 굿,베드,이빌
- 클립 - 마야 밀로스
- 디아즈: 돈트 클린 업 디스 블ቤ - 다니엘레 비카리
- 포 선즈 - 보단 슬라마
- 헝키 도리 - 마크 에반스
- 키즈 스토리즈 - 시그프리드

### 헥터 바벤코,선택적 노출
- 카란디루 - 헥터 바벤코
- 과거 - 헥터 바벤코
- 엉겅퀴 꽃 - 헥터 바벤코
- 거미 여인의 키스 - 헥터 바벤코
- 피쇼테 - 헥터 바벤코

### 양범 , 영혼의 색깔들
- 소녀일기 - 양범
- 미소년지련 - 양범
- 요가황후 - 양범
- 도색 - 양범
- 의란정미 - 양범
- 유금세월 - 양범
- 눈물의 왕자 - 양범

### 라틴 소울
- 세븐 데이즈 인 하바나 - 로랑 캉테 외 6명
- 코넬리아 엣 허 미러 - 다니엘 로젠펠드
- 포고 - 유레네 올라이졸라
- 파운드 메모리즈 - 줄리아 무랫
- 히어 앤드 데어 - 안토니오 멘데스 에스파르사
- 인 더 네임 오브 더 걸 - 타니아 허미다
- 원 러브 - 파울라 헤르난데스
- 살반도 알 솔다도 페레즈 - 베토 고메즈
- 비올레타 웬트 투 헤븐 - 안드레스 우드

### Atelier 부문
- 더 룩 - 앙겔리나 마카로네
- 토니 커티스, 드리븐 투 스타돔 - 이안 에이어스

### 루비치 터치
- 안나 불린 - 에른스트 루비치
- 블루비어즈 에이스 와이프 - 에른스트 루비치
- 삶의 설계 - 에른스트 루비치
- 에른스트 루비치 인 베를린 - 프롬 쇤하우저 알리 투 할리우드 - 로버트 피셔
- 헤븐 캔 웨이트 - 에른스트 루비치
- 니노치카 - 에른스트 루비치
- 로시타 - 에른스트 루비치
- 돌 - 에른스트 루비치
- 메리 위도우 - 에른스트 루비치
- 모퉁이 가게 - 에른스트 루비치
- 들고양이 - 에른스트 루비치
- 사느냐 죽느냐 - 에른스트 루비치

### 론스타 프레젠트
- 어 리틀 클로저 - 매튜 페톡
- 캘리포니아 솔로 - 마샬 레비
- 러버스 오브 헤이트 - 브라이언 포이저
- 세인트 닉 - 데이빗 로워리

### 49 시트
- 싸이클 - 졸탄 소스타이
- 플레임 오브 마운틴 - 토다 히로시
- Incognita - Mikhail Pandoursky
- 스트링 시저 - 폴 스쿨맨
- The Day - Alexander Montov
- 소원 - 장인학

### 더 써드 디멘션스
- 알레코 - 그레고리 로샬
- Burbot - Alexei Zolotnitsky
- 독스 오브 헬 - 워스 키터
- 할복 : 사무라이의 죽음 - 미이케 다카시
- In the Alleys of the Park - A.Stepanova
- 죠스 3 - 조 알베스
- Land of Youth - Aleksandr Andrievsky
- Moscow Sketches. Festive Moscow - Aleksander Melkumov
- 미리암의 소풍날 - 안드레스 테누사

### 당신은 에스토니아 애니메이션을 알고 있는가?
- 자라카이자드 - 엘베르토 투가노프
- 존 - 엘베르토 투가노프
- 저스트 니! - 엘베르토 투가노프
- 스토리 오브 리틀 래빗 - 안도 케스쿨라
- 루메베스키 - 헤이노 파스
- 마딜레입 - 헤이노 파스
- 무이나스주트 테마 마제스티다일 - 헤이노 파스
- 피트릭키스 우네나구 - 엘베르토 투가노프
- 포자콘 - 엘베르토 투가노프
- 비칸자 - 레인 라맛
- 베린 존 - 엘베르토 투가노프
- 비마인 코스트나푸키자 - 엘베르토 투가노프

### 유니버설 픽쳐스 골든 콜렉션
- 홍콩에서 온 백작 - 찰리 채플린
- 에어포트 - 조지 시톤
- 청춘 낙서 - 조지 루카스
- Boom(영어판) - 조셉 로지
- 이티 - 스티븐 스필버그
- 대지진 - 마크 로브슨
- 맨발의 이사도라 - 카렐 라이즈
- 지저스 크라이스트 슈퍼스타 - 노만 주이슨
- 스파타커스 - 스탠리 큐브릭
- 베니 굿맨 스토리 - 발렌타인 데이비스
- 디어 헌터 - 마이클 치미노
- 글렌 밀러 스토리 - 안소니 만
- 마지막 영화 - 데니스 호퍼
- 슈가랜드 특급 - 스티븐 스필버그
- 알라바마 이야기 - 로버트 멀리건
- 토파즈 - 알프레드 히치콕
- 찢어진 커튼 - 알프레드 히치콕

### 무빙 픽쳐스
- 안드레이 류블로프 - 안드레이 타르코프스키
- 까미유 끌로델 - 브루노 누이땅
- Csontvary - Zoltan Huszarik
- Etyudy o Vrubele - Leonid Osyka
- 고야 - 콘라트 볼프
- 피카소의 비밀 - 앙리 조르주 클루조
- 몽파르나스의 연인 - 자크 베케르
- 피로스마니 - 지오지 쉥겔라야
- 렘브란트 - 알렉산더 코다
- 반 고호 - 모리스 피알라

### 독일영화의 10년
- 오후 - 앙겔라 샤넬렉
- 알트 위 원더풀? - 커트 호프만
- 클래스 릴레이션즈 - 다니엘 위예 외 1명
- 독일의 가을 - 알렉산더 클루게 외 10명
- 인 더 쉐도우 오브 더 쥬 수스 - 펠릭스 뮐러
- 엠 - 프리츠 랑
- 짧고 고통없이 - 파티 아킨
- 칼리가리 박사의 밀실 - 로베르트 비네
- The Divided Sky - 콘라트 볼프
- 쥬 수스 - 파이트 할란

## 같이 보기
- 2012년 칸 영화제
- 제66회 영국 아카데미 영화상
- 제70회 골든 글로브상
- 2012년 영화